# Alessandro Pascolato
Alessandro Pascolato (Venezia, 7 luglio 1841 – Venezia, 24 maggio 1905) è stato un avvocato, politico e scrittore italiano.

## Biografia

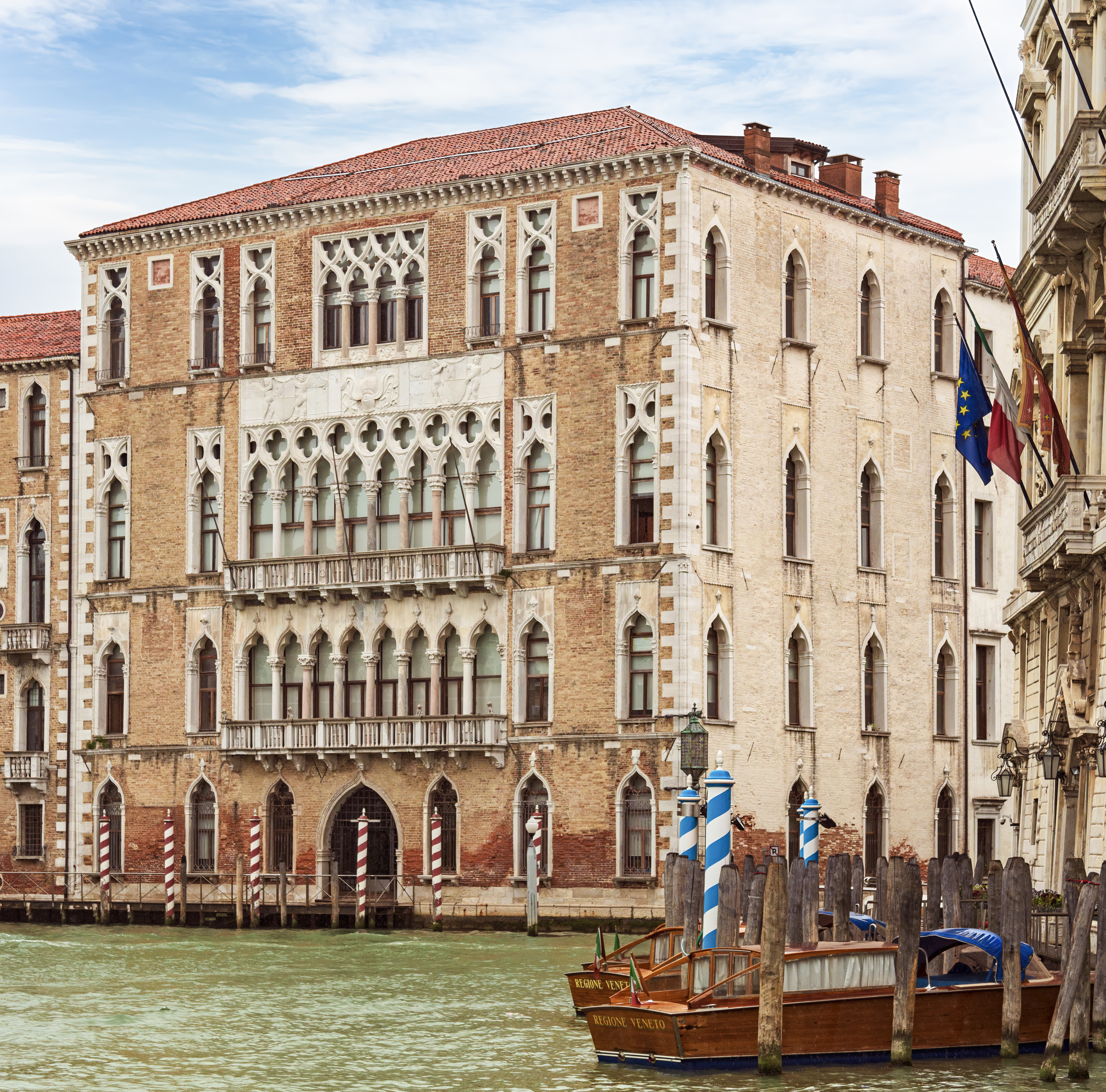
Venezia: Palazzo Foscari, sede dell'Università

Laureato in giurisprudenza, di orientamento liberale, fu eletto per la prima volta alla Camera del Regno nel 1882 nella XV legislatura, venne poi rieletto in quel seggio, con l'eccezione della XVIII Legislatura (1892-1895), fino al 1904 (XXI Legislatura).
Nel 1867 fu iniziato in Massoneria nella Loggia "Daniele Manin" di Venezia e nel 1879 fu eletto Consigliere dell'Ordine del Grande Oriente d'Italia.
Fu sottosegretario del Ministero delle Poste e Telegrafi del Regno d'Italia nel primo governo del marchese di Rudinì (1891- 1892) e poi ministro, nello stesso dicastero, nel governo di Giuseppe Saracco (1900-1901).
Oltre ai prevalenti scritti celebrativi o inerenti all'attività di avvocato e parlamentare, possiamo citare alcune sue pubblicazioni sul patriota veneziano Daniele Manin (1867) e sullo storico servita Paolo Sarpi, autore della celebre Istoria del Concilio tridentino, (1893).
Fu direttore della Scuola Superiore di Commercio di Venezia (divenuta poi Università degli Studi), inizialmente come "facente funzioni", dal 1893 al 1905
La figlia Maria (1869-1933) fu pedagogista, scrittrice e insegnante

## Scritti

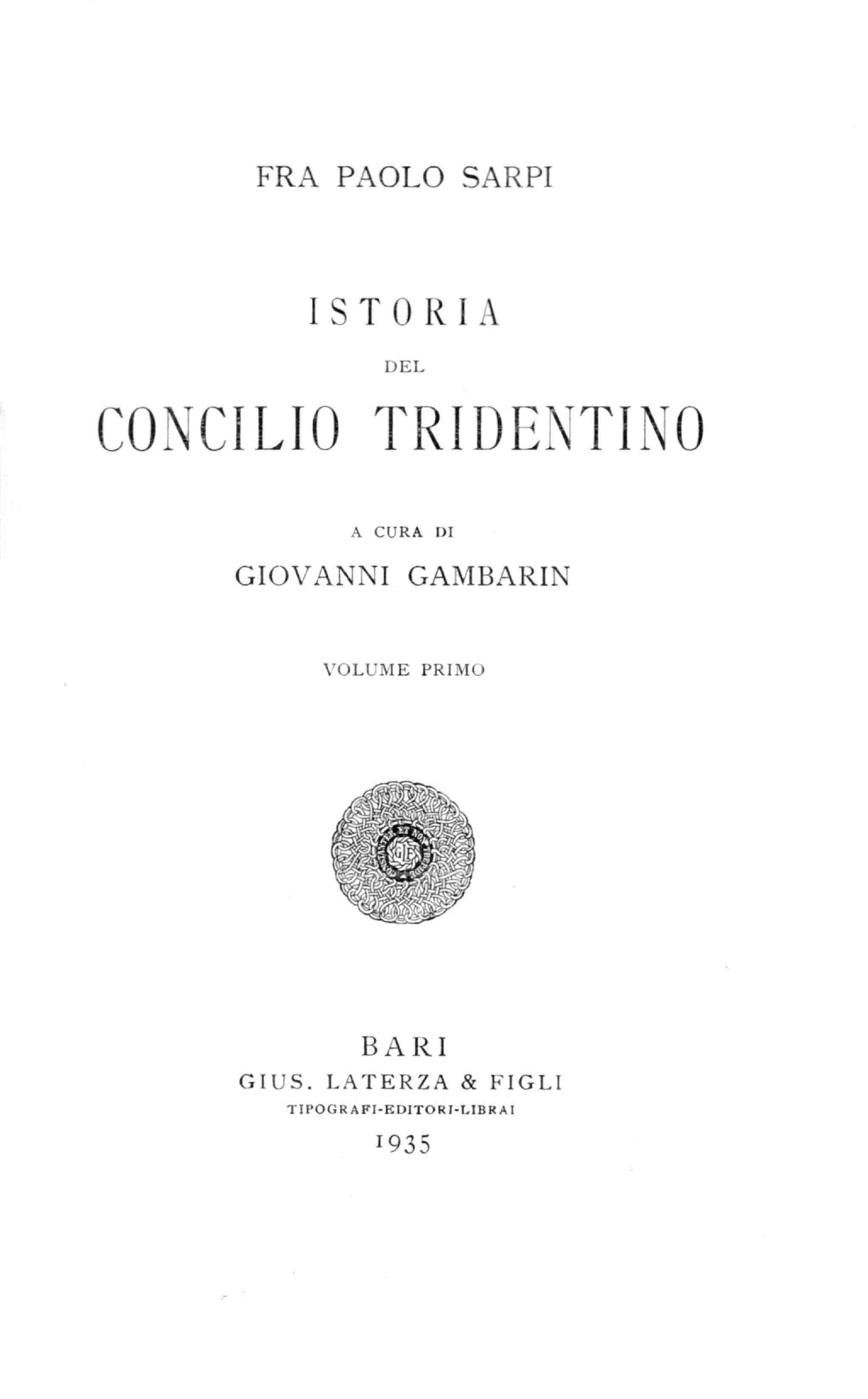
Paolo Sarpi, Istoria del Concilio tridentino, 1935

- Daniele Manin, Venezia, Tip. del Commercio di Marco Visentini, 1867?
- Della Corte Suprema di Giustizia e del giudizio di revocazione secondo le proposte del ministro Vigliani, Venezia, Tip. Melchiorre Fontana, 1875.
- Re Vittorio Emanuele II. Commemorazione letta all'Ateneo di Venezia nell'adunanza straordinaria del 3 febrajo 1878 dal socio residente Alessandro Pascolato., Venezia, Tip. del Rinnovamento, 1878.
- Il taglio di Fossa Polesella davanti all'autorità giudiziaria. Difesa dei danneggiati, Rovigo, G. Vianello, 1883.
- Commemorazione dell'avvocato Leone Fortis letta all'Ateneo di Venezia la sera del 16 aprile 1885, Venezia, M. Fontana, 1885.
- Commemorazione di Sebastiano Tecchio, letta all'Ateneo di Venezia il 24 gennajo 1887, Venezia, Tip. dell'Adriatico, 1887.
- Sulle condizioni del Consolato italiano a Trieste, Roma, Tip. della Camera dei deputati, 1889.
- Sul governo dei fiumi e sui provvedimenti per gli inondati del 1889, Roma, Tip. della Camera dei deputati, 1890.
- Sull'esercizio dell'industria dei telefoni, Roma, Tip. della Camera dei deputati, 1890.
- Fra Paolo Sarpi. Studio di Alessandro Pascolato con fac-simile e appendice contenente alcuni scritti inediti del Sarpi, Milano, U. Hoepli, 1893.
- Isacco Pesaro-Maurogonato. Commemorazione, Venezia, Stab. tipo-litogr. F.lli Visentini, 1894.
- Per l'inaugurazione dell'anno scolastico 1894-95. Discorso del comm. Alessandro Pascolato, Venezia, Prem. Tip. f.lli Visentini, 1894.
- Dell'insegnamento commerciale e della Scuola superiore di Venezia. Discorso tenuto nella solenne inaugurazione dell'anno scolastico 1897-98, Venezia, Fratelli Visentini, 1897.
- Daniele Manin. Commemorazione tenuta nel primo centenario della sua nascita nella sala del Senato in Palazzo Ducale per incarico del Municipio di Venezia e dell'Ateneo veneto,  Venezia, a cura del Municipio, 1904.
- Manin e Venezia nel 1848-1849. Pagine postume , a cura di Maria Pezze Pascolato, Milano, Alfieri e Lecroix, 1916.